# 青磁窑乡
青磁窑乡，是中华人民共和国山西省大同市浑源县下辖的一个乡镇级行政单位。2021年4月，撒销大磁窑镇、青磁窑乡，合并设立青磁窑镇。

## 行政区划
青磁窑乡下辖以下地区：
青磁窑村、李老沟村、小岭村、古磁窑村、刁窝村、界庄村、桃山村、郝家湾村、大柴峪村、正沟村、车厂村、西泥沟村、大川岭村、破兑臼村、东葫芦头村、西葫芦头村、董庄村、乱窝铺村、桥沟村、小东沟村、英沟村和尹子沟村。